# Алберт фон Рехберг
Алберт (Албрехт) Улрих Максимилиан Евстах Каспар Бернхард фон Рехберг-Ротенльовен-Хоенрехберг (на немски: Albert (Albrecht) Ulrich Maximilian Eustach Kaspar Bernhard Graf von Rechberg und Rothenlöwen zu Hohenrechberg; * 7 декември 1803 в Регенсбург; † 27 декември 1885 в дворец Донцдорф) от благородническия швабски род Рехберг е граф на Рехберг и Ротенльовен, в Хоенрехберг (при Швебиш Гмюнд), господар на Донцдорф, Вайсенщайн, Бьоменкирх, Рамсберг, Винцинген и Клайн-Сюсен (Вюртемберг) и Микхаузен (Бавария), наследствен член и президент (1860 – 1872) на камерата на съсловията на господарите в Кралство Вюртемберг, доживотен член на камерата на имперските съветници в Кралство Бавария.

## Биография
Роден е на 7 декември 1803 година в Регенсбург, Свещена Римска империя. Той е големият син на граф Алойз фон Рехберг (1766 – 1849), външен министър (1817 – 1825), и съпругата му графиня Мария Анна фон Шлитц фон Гьортц (1778 – 1825), дъщеря на дипломата граф Йохан Евстах фон Шлитц-Гьортц (1737 – 1821) и фрайин Каролина фон Уехтритц (1749 – 1809). Брат му Йохан Бернхард (1806 – 1899) е австрийски външен министър.
Алберт е до 1830 г. на дипломатическа служба в Бавария. През 1833 е заместник член на баща му във Вюртембергската камера на племенните господари. Седем години преди смъртта на баща му той става чрез договор господар в Донцдорф. През 1848 г. е член на предварителния Форпарламент. От 1860 до 1872 г. е президент на Първата камера Вюртемберг. През 1861 г. крал Карл (1823 – 1891) го награждава с големия кръст на короната на Вюртемберг. След 1871 г. Алберт не участва в събранията и е представян от синът му Ото фон Рехберг. Алберт фон Рехберг също е член на Камерата на имперските съветници на баварската корона.
Умира на 82 години на 27 декември 1885 година в дворец Донцдорф.

## Фамилия
Алберт (Албрехт) Улрих фон Рехберг се жени на 6 юли 1830 г. в Донцдорф за графиня Валпурга Мария Юлия фон Рехберг-Ротенльовен (* 16 януари 1809, Мюнхен; † 6 април 1903, Донцдорф), негова първа братовчедка, дъщеря на чичо му граф Йохан Непомук фон Рехберг (1773 – 181) и графиня Юлия Барбиер фон Шрофенберг (1778 – 1853). Те имат 7 деца:
- Юлия фон Рехберг-Ротенльовен-Хоенрехберг (* 29 септември 1831, Донцдорф; † 21 януари 1850, Мюнхен)
- Ото Улрих Алойз Бернхард фон Рехберг-Ротенльовен-Хоенрехберг (* 23 август 1833, Донцдорф; † 20 март 1918, Донцдорф), граф, имперски съветник на Баварската корона, наследствен член и президент на камерата на племенните господари в Кралство Вюртемберг, женен I. на 19 април 1865 г. в Регенсбург за принцеса Амалия фон Турн и Таксис (* 12 май 1844, Донаущауф; † 12 февруари 1867, Монтрьо), II. на	2 август 1870 г. в Купферцел за принцеса Тереза фон Хоенлое-Валденбург-Шилингсфюрст (* 6 юли 1851, Купферцел; † 12 октомври 1923, Гьопинген)
- Мария Анна (Мариана) Паулина фон Рехберг-Ротенльовен-Хоенрехберг (* 18 декември 1834, Донцдорф; † 3 май 1910, Моос), омъжена на 1 юни 1858 г. в Донцдорф за граф Фридрих Вилхелм фон Квадт цу Викрадт и Исни (* 23 декември 1818, Исни; † 24 октомври 1892, дворец Моос при Линдау)
- Берта фон Рехберг-Ротенльовен-Хоенрехберг (* 14 май 1841, Донцдорф; † 21 февруари 1842, Донцдорф)
- Каролина фон Рехберг-Ротенльовен-Хоенрехберг (* 1 октомври 1842, Донцдорф; † 27 януари 1926, Щайслинген), омъжена на 18 януари 1864 г. в Донцдорф за фрайхер Родерих Вилхелм Фердинанд Фридрих Едмунд фон Щайслинген (* 1 май 1822, Щайслинген; † 23 март 1893, Щайслинген)
- Мария фон Рехберг-Ротенльовен-Хоенрехберг (* 8 август 1844, Донцдорф; † 1 април 1914, Мьогинген), омъжена на 16 юли 1878 г. в Донцдорф за граф Адолф фон Валдердорф (* 21 юли 1835, Хауценщайн; † 28 май 1919, Мьогинген)
- Албертина фон Рехберг-Ротенльовен-Хоенрехберг (* 19 септември 1846, Донцдорф; † 28 декември 1858, Донцдорф)